# Данком (Айова)
Данком (англ. Duncombe) — місто (англ. city) в США, в окрузі Вебстер штату Айова. Населення — 381 особа (2020).

## Географія
Данком розташований за координатами 42°28′10″ пн. ш. 93°59′48″ зх. д. / 42.46944° пн. ш. 93.99667° зх. д. (42.469461, -93.996556).  За даними Бюро перепису населення США в 2010 році місто мало площу 5,10 км², уся площа — суходіл.

## Демографія
Згідно з переписом 2010 року, у місті мешкало 410 осіб у 180 домогосподарствах у складі 109 родин. Густота населення становила 80 осіб/км².  Було 193 помешкання (38/км²).
Расовий склад населення:
| - 96,1 % — білих - 0,7 % — азіатів - 0,5 % — чорних або афроамериканців |

До двох чи більше рас належало 2,7 %. Частка іспаномовних становила 1,0 % від усіх жителів.
За віковим діапазоном населення розподілялося таким чином: 24,6 % — особи молодші 18 років, 59,8 % — особи у віці 18—64 років, 15,6 % — особи у віці 65 років та старші. Медіана віку мешканця становила 40,5 року. На 100 осіб жіночої статі у місті припадало 95,2 чоловіків;  на 100 жінок у віці від 18 років та старших — 91,9 чоловіків також старших 18 років.
Середній дохід на одне домашнє господарство  становив 45 756 доларів США (медіана — 37 188), а середній дохід на одну сім'ю — 54 848 доларів (медіана — 56 250). За межею бідності перебувало 10,3 % осіб, у тому числі 15,0 % дітей у віці до 18 років та 1,5 % осіб у віці 65 років та старших.
Цивільне працевлаштоване населення становило 174 особи. Основні галузі зайнятості: виробництво — 28,2 %, освіта, охорона здоров'я та соціальна допомога — 17,2 %, роздрібна торгівля — 13,2 %.